# Tom Dumont

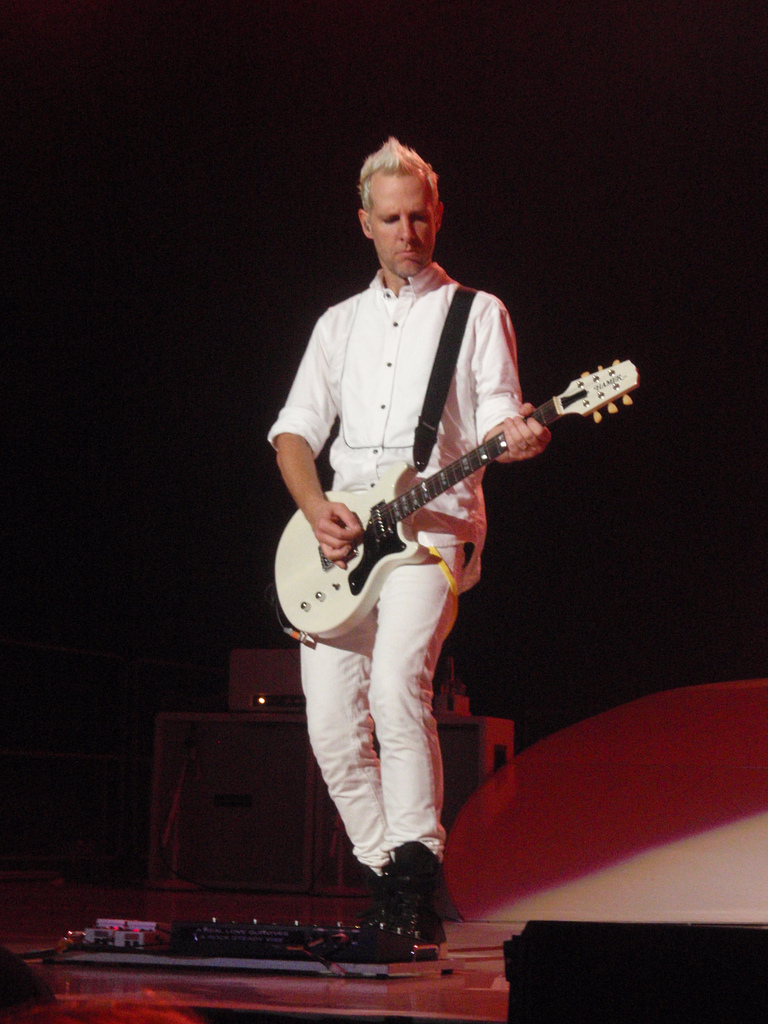
Tom Dumont 2009.

Tom Dumont, född  Thomas Martin Dumont 11 januari 1968 i Los Angeles, Kalifornien, USA, är en amerikansk musikproducent och gitarrist i bandet No Doubt.
Han är gift med Mieke Dumont sedan oktober 2004 och de har tre söner tillsammans, Ace Joseph Dumont född 6 april 2006, Rio Atticus Dumont född 18 juni 2008 och Koa Thomas Dumont född 19 februari 2011.